# Grönländische Badmintonmeisterschaft 2016
Die Grönländische Badmintonmeisterschaft 2016 fand vom 1. bis zum 4. April 2016 in Ilulissat statt.

## Sieger und Platzierte
| Disziplin    | Gold                                  | Silber                                | Bronze                             |
| ------------ | ------------------------------------- | ------------------------------------- | ---------------------------------- |
| Herreneinzel | Frederik Elsner                       | Jens Frederik Nielsen                 | Ukatu Kristensen                   |
| Dameneinzel  | Sara L. Jacobsen                      | Ivalo Olsen                           | Hedvig Broberg                     |
| Herrendoppel | Jens Frederik Nielsen Frederik Elsner | Karl Jakob Thomassen Ukatu Kristensen | Bror Madsen Frank Bagger           |
| Damendoppel  | Susanne Wahlbom Sara L. Jacobsen      | Hedvig Broberg Milka Brønlund         | Juliane Brønlund Ivalo Olsen       |
| Mixed        | Frederik Elsner Susanne Wahlbom       | Karl Jakob Thomassen Juliane Brønlund | Jens Frederik Nielsen Rita Stidsen |